# Дмитрієв Віктор Борисович
Віктор Борисович Дмитрієв (1920, Красноярський край — 1992, Дніпропетровськ) — один із засновників і організаторів виробництва радіолокаційної техніки на Дніпровському машинобудівному заводі, головний інженер, перший заступник директора Дніпровського машинобудівного завод (1952—1980).

## Життєпис
- народився у 1920 році в Красноярському краї, Росія.
- 1937 рік — закінчив середню школу;
- 1937 рік — вступив до Томського індустріального інституту (нині — «Національний дослідницький Томський політехнічний університет»);
- 1942 рік — закінчив Томський індустріальний інститут за спеціальністю інженер-механік;
- З 1942 по 1952 рік працює на посадах: інженера, керівника групи, начальника відділу оборонних заводів м. Томська і м. Загорська;
- у 1952 році призначається на посаду Головного інженера заводу № 933 (п/я № 192, у подальшому — Дніпропетровський завод радіорелейних приладів, потім — «Дніпровський машинобудівний завод»);

## Посадовий та професійний портрет, діяльність, справи, досягнення
Ніхто і ніщо не може характеризувати керівника точніше, ніж результати його діяльності Віктор Борисович Дмитрієв призначається головним інженером створюваного заводу в той час, коли, ще організаційно і технологічно не сформованому, заводу, було доручено надзвичайно відповідальне урядове завдання — організація виробництва технічних засобів оборони повітряних рубежів країни на єдиному спеціалізованому підприємстві Радянського Союзу з виробництва приймально-передавального обладнання РЛС усіх типів «Дніпровському машинобудівному заводі» — єдиному спеціалізованому підприємстві Радянського Союзу з виробництва приймально-передавального обладнання РЛС усіх типів, що ставилися на озброєння. З міркувань жорсткого режиму — секретності та заходів захищеності всякої інформації щодо напрямків тематики, підорядкованості, реальних завдань діяльності Дніпровського машинобудівного заводу, імена посадовців (у тому числі і Дмитрієва В. Б.), до останнього часу була закрита, маловідома, або невідома взагалі.
Завдання найвищої державної ваги і жорсткого пріоритету в термінах виконання. У найкоротший час потрібно було розгорнути потужності практично в чистому полі і забезпечити виготовлення передавальних пристроїв для виявлення і супроводу повітряних цілей, наведення на них зенітних ракет — радіолокаторів ГІМ — 3 (генератор імпульсний Мінца) [Архівовано 2 вересня 2016 у Wayback Machine.] та розрахунково-обчислювальної апаратури обробки інформації з радіолокатора і пристроїв вторинного живлення апаратури РЛС Б-200 (системи «Беркут» [Архівовано 2 вересня 2016 у Wayback Machine.])  Це перший в світі зенітно-ракетний комплекс, конструктивно і технологічно надскладний, для того часу радіотехнічний конструктив. — дідусь і прадідусь сучасних радіолокаційних засобів захисту повітряного простору, широко поширених у всьому світі. У ЗРК «Беркут» [Архівовано 2 вересня 2016 у Wayback Machine.], буквально все, для нового заводу, — було вперше — від ідей реалізації боротьби з повітряним противником до конструкторських рішень всіх складових частин комплексу, технологій їх виготовлення, розробки і виробництва компонентної бази і матеріалів.
Вирішення посталих проблем лягло на плечі перших керівників заводу. Молоді керівники, покоління Віктора Борисовича, яким було довірено створення потужного новітнього оборонного підприємства, за віком було всього ледь за 30 років , — вони чітко розуміли поставлене завдання і ступінь своєї особистої відповідальності перед державою за своєчасне їх вирішення. А тому, «засукавши» рукава", взялися за її здійснення по-справжньому, не шкодуючи ні сил, ні часу, ні самих себе.
Передавальний пристрій ГІМ-3 РЛС Б-200 (системи «Беркут») [Архівовано 2 вересня 2016 у Wayback Machine.] і інша апаратура по технічних характеристиках були унікальними пристроями — у вітчизняній і світовій практиці радіобудування аналогів не було. Значна частина компонентної бази і вимірювальних приладів у складі ГІМ-3 [Архівовано 2 вересня 2016 у Wayback Machine.], промисловістю країни ще не вироблялася і, відповідно, розгорталась для виготовлення на заводі.
Для заводу це був перший досвід організації виробництва радіотехнічної продукції. У Дніпропетровському регіоні були відсутні, будь-які подібні потужності в області виробництва виробів такого рівня і технологічного напряму. Навчальні заклади міста фахівців цього профілю не навчали. Все треба було вивчити, зрозуміти і створити з «нуля», все було вперше. Вперше стояло завдання по формуванню дієздатного інженерного корпусу фахівців, виробничих колективів, служб матеріально-технічного забезпечення і багатьох інших підрозділів під реалізацію поставлених завдань. Зважаючи на особливу секретність робіт, постало додаткове завдання створення виробничих потужностей максимально замкнутого технологічного циклу.
Стратегічною основою своєї роботи головний інженер Дмитрієв В. Б. вибрав системний підхід до вирішення численних проблем по всіх напрямах діяльності заводу, який тільки що будувався. Введення нових потужностей (будівництво і устаткування), підготовка кадрового складу і формування структур інженерних і виробничих підрозділів, питання енергопостачання (електроенергія, вода, паливо, тепло), підготовка виробництва і хід освоєння нових виробів, взаємодія з конструкторами, розробниками обладнання, питання якості продукції, забезпечення суворого режиму секретності робіт, захисні заходи закриття витоку радіовипромінювань техніки і ряд інших напрямів — є повсякденною турботою головного інженера.
Забезпечити високу продуктивність роботи головного інженера і його помічників було можливо, тільки суворо нормуючи наявний ресурс часу, створивши розпорядок дня, підпорядкований здійсненню основного завдання — виконанню планових завдань по виготовленню нової техніки.
Віктор Борисович відрізнявся швидкістю орієнтації, величезною працездатністю і відчуттям колосальної відповідальності. Свій робочий день він, як правило, починав о 7.00 (але не пізніше 7.30) на одній з діяльниць заводу, одного з багатьох випускних цехів, здійснюючи контроль виконання попередніх рішень, розглядаючи питання, що виникли в нічні зміни. У 8.00 починалися планові наради по графіку. На цих нарадах розглядалися питання самого різного рівня — від початкових даних на будівництво корпусів нового виробництва до питань розробки і впровадження нових технологій виготовлення деталей. Наради у головного інженера були головним колективним штабом відпрацювання і ухвалення рішень. Там ухвалювалися рішення з усіх питань, що виникали в процесі будівництва корпусів заводу, створення цехів, розміщення в них устаткування і технологічних ліній, підготовки виробництва і освоєнню нової техніки, виниклим питанням по конструктиву або і вихідним параметрам виробів, взаємодії з суміжниками, по охороні праці і іншим поточним проблемам розвитку заводу і освоєння нової техніки. Одним з ключових завдань було формування інженерних підрозділів, здатних здійснити весь цикл підготовки виготовлення бойової техніки. Впродовж всієї своєї діяльності Віктор Борисович Дмитрієв приділяв велику увагу формуванню і вдосконаленню Системи роботи інженерного корпусу і Системи підготовки інженерно-технічних і робітничих кадрів. Область застосування потужних унікальних РЛС у складі великих інформаційних систем і бойових комплексів (СПРН, СККП, ПРО, ПКО) не передбачала їх серійний (навіть малосерійний) випуск і вимагала особливих підходів в організації підготовки виробництва високонадійної ексклюзивної техніки (зразків разового виробництва), що не поступаються по технічному і експлуатаційному рівню зарубіжним аналогам, а що часто їх перевищує. Відмінності в призначення локаторів, в їх конструкції, частотних діапазонах, ідеології побудови кожної натупної РЛС, спричиняли за собою необхідність адаптації виробничих потужностей заводу (якщо не реконструкцію, або нове будівництво), створення нових, унікальних робочих місць і ґрунтовної підготовки виробництва. Системна змінюваність, техніки, сформувала один з ключових напрямів діяльності не тільки інженерного корпусу — систему безперервної реконструкції і підготовки виробництва, включаючи створення для цього, необхідних інтелектуальних і виробничих потужностей.
Авторитет головного інженера Дмітрієва В. Б. був беззаперечний, його рішення були чіткими і як правило — остаточними. У суперечки опонентів під час нарад він вступав рідко, обмежуючись коротким запитаннями, які б для нього розкривали сутність проблеми. Але якщо після ухвалення рішення опонент все ж пропонував інше, технічно обґрунтоване і ефективне рішення, Віктор Борисович, як інженер-професіонал і досвідчений виробничник, без зайвих зволікань погоджувався і приймав до реалізації запропоноване рішення. Навіть обов'язково заохочував авторів таких пропозицій.
Віктор Борисович не терпів непрофесіоналізму і балаканини при обговоренні конкретних проблем, з суворістю не залишав без уваги неорганізованість і безвідповідальність підлеглих. В той же час, був дуже доброзичливим, підтримуючи ініціативних і професійних виконавців і підлеглих. Формуючи Систему виробництва унікальної, наукоємної, ексклюзивної техніки, Віктор Борисович, одночасно, по батьківски формував школу керівників, здатних продовжити його досвід, розвинути його і забезпечити подальше вдосконалення. Його учнями себе вважають багато керівників крупних заводів і конструкторських бюро галузі, центрального науково виробничого об'єднання «Вимпел», якому підпорядковувалось ВО «Дніпровський машинобудівний завод». Особливо це, при нагоді. підкреслював його керівник та державний діяч доктор економічних наук Михайлов М.В. Започатковану справу Дмірієвим В. Б., після його виходу на пенсію, успішно продовжували його наступники — Дулідов С.О.(1980-1984рр.), Костржицкий В. К. (1984—1999 р.р)., який в наступному буде удостоєний звання лауреата Державної премії України в галузі науки техніки.
На початок 80-х років завод виготовив і поставив у війська і на випробувальні полігони декілька сотень унікальних радіотехнічних комплексів РЛС, що сформували суцільне поле радіолокації навколо території СРСР і створили систему протиповітряної, протиракетної і протикосмічної оборони. У цьому була величезна заслуга головного інженера заводу — Віктора Борисовича Дмітрієва.
Попередня життєва школа, вантаж особистої відповідальності, як технічного керівника потужного науково — виробничого комплексу, особливості характеру та власний погляд Віктора Борисовича на відносини керівника і підлеглого не дозволяли йому йти на особисту відвертість з найближчим оточенням — тому відомо не дуже багато з його особистого життя.. Але, не дивлячись на це, на його зовнішню суворість, Віктор Борисович був людиною колективістською, цікавою і дружньою.
Значним і постійним захопленням Віктора Борисовича стало його неабияка пристрасть до футболу, як вболівальника. Він брав активну участь у створенні і розвитку заводського футболу. Віктор Борисович багато років «патронував» заводську футбольну команду «Вихор», завдяки йому колектив футболістів заводу неодноразово ставав призером і переможцем багатьох республіканських і союзних змагань колективів фізкультури. Віктор Борисович опікувався функціонуванням при заводському спортивно-оздоровчому комбінаті «Вихор» дитячої футбольної школи «Дніпро-75», з дитячих лав якої, в майбутньому, виросло багато майбутніх гравців команди майстрів «Дніпро» та інших команд майстрів, серед них відомі імена — Анатолій Демяненко, Олег Протасов, Геннадій Литовченко, Володимир Лютий, Олексій Чередник та ін.
У заводському колективі, у керівництва галузі і колег Віктор Борисович завжди залишався поважаним керівником, заслужено користувався величезним авторитетом у колег, керівництва Міністерства, об'єднання, профільних інститутів розробників, підприємств-суміжників.
І все ж головним підсумком діяльності Віктора Борисовича Дмитрієва, як головного інженера стало його особиста робота із створення унікального науково-виробничого комплексу під назвою «Дніпровський машинобудівний завод»(ДМЗ), а з ним — матеріально втілених досягнень діяльності ДМЗ — стратегічних оборонних систем, що несуть бойове чергування по охороні повітряно — космічного простору до теперішнього часу. Але, так історично відбулось, що, в основному, уже в іншій країні. В його трудовій книжці практично єдиний запис починаючи з 1954 року — Головний інженер — перший заступник директора, його діяльність — невід'ємна частина виконаних завдань Дніпровським машинобудівним заводом...
З великою вдячністю його чвертьвіковій відповідальній праці, з найвищою пошаною багатьох поколінь заводчан до заслуг Віктора Борисовича Дмитрієва, він ними. по праву, зарахований до когорти засновників, організаторів і творців Дніпровського машинобудівного заводу.

## Нагороди і почесні звання
- орден Леніна;
- три ордени Трудового Червоного прапору;
- орден «Знак Пошани»;
- медалі;
- Заслужений машинобудівник УРСР;
- Почесний радист СРСР.